# Crusher Joe
Crusher Joe (クラッシャージョウ?, Kurasshā Jō) è una serie di light novel fantascientifiche realizzate da Haruka Takachiho e pubblicate da Asahi Sonorama dal 1977 al 2005.
Haruka Takachiho, designer tra i fondatori dello Studio Nue, decise verso la fine degli anni settanta che avrebbe provato a realizzare delle storie da trasporre in animazione. Il risultato fu Crusher Joe, una serie con protagonisti degli atipici anti eroi, lontani dagli stereotipi del genere.
Crusher Joe fu adattato in un film e due episodi OAV nel 1983 e nel 1989, intitolati rispettivamente Hyouketsu Kangoku no Wana e Saishu Heiki Ash. Nel 1983 il film vinse il sondaggio della Animage "Anime Grand Prix" come migliore anime dell'anno.

## Trama
Joe è a capo di un gruppo di "crusher", avventurieri mercenari spaziali che prendono in carico qualsiasi missioni purché rientri nei limiti della legalità. Il nome "crusher" è derivato dal compito che assunsero nei primi periodi dell'esplorazione spaziale, che era quello di distruggere gli asteroidi. Compiti immorali o illegali sono tabù, e qualsiasi crusher che dovesse accettarne uno viene bandito dal resto del gruppo. Naturalmente, questo vincolo rappresenta un problema per i clienti loschi che cercano di ingannare i crusher ad accettare incarichi illeciti. Infatti questi soggetti sanno che una volta che i crusher accettano un incarico, sono tenuti ad onorarlo fino in fondo. Nell'universo, il gruppo di Crusher Dan e del suo successore Crusher Joe ha una reputazione straordinaria, e questo tira loro addosso numerose rivalità e invidie.

## Media

### Light novel
| Nº      | Titolo inglese Giapponese 「Kanji」 - Rōmaji | Data di prima pubblicazione                                                                  | Data di prima pubblicazione |
| Nº      | Titolo inglese Giapponese 「Kanji」 - Rōmaji | Giapponese                                                                                   |                             |
| 1       | Crusher Joe 1: Crisis on Solidarity Planet Pizanne 「クラッシャージョウ 1 連帯惑星ピザンの危機」 - Kurasshā Jō 1: Rentai Wakusei Pizan no Kiki   | novembre 1977 ISBN 4-257-76093-1                                                             |                             |
| 2       | Crusher Joe 2: Extermination! The Space Pirates Trap 「クラッシャージョウ 2 撃滅!宇宙海賊の罠」 - Kurasshā Jō 2: Gekimetsu! Uchū Kaizoku no Wana | gennaio 1978 ISBN 4-257-76098-2                                                              |                             |
| 3       | Crusher Joe 3: The Final Secret of the Milky Way 「クラッシャージョウ 3 銀河系最後の秘宝」 - Kurasshā Jō 3: Gingakei Saigō no Hihō               | gennaio 1978 ISBN 4-257-76103-2                                                              |                             |
| 4       | Crusher Joe 4: Cave of the Cult of the Dark God 「クラッシャージョウ 4 暗黒邪神教の洞窟」 - Kurasshā Jō 4: Ankoku Jashinkyō no Dōkutsu           | gennaio 1978 ISBN 4-257-76109-1                                                              |                             |
| 5       | Crusher Joe 5: Treachery Toward the Galactic Empire 「クラッシャージョウ 5 銀河帝国への野望」 - Kurasshā Jō 5: Ginga Teikoku e no Yabō           | gennaio 1978 ISBN 4-257-76118-0                                                              |                             |
| 6       | Crusher Joe 6: Challenge of the Human-faced Demon Beasts 「クラッシャージョウ 6 人面魔獣の挑戦」 - Kurasshā Jō 6: Jinmen Majū no Chōsen          | giugno 1979 ISBN 4-257-76132-6                                                               |                             |
| 7       | Crusher Joe 7: The Beautiful Demon King 「クラッシャージョウ 7 美しき魔王」 - Kurasshā Jō 7: Utsukushiki Maō                                     | 1983 ISBN 4-257-76176-8                                                                      |                             |
| 8       | Crusher Joe 8: Kukuru, the Haunted City 「クラッシャージョウ 8 悪霊都市ククル」 - Kurasshā Jō 8: Akuryō Toshi Kukuru                             | novembre 1989 marzo 1990 ISBN 4-257-76501-1 (prima parte) ISBN 4-257-76508-9 (seconda parte) |                             |
| 9       | Crusher Joe 9: The Phantom Beast Wormwood 「クラッシャージョウ 9 ワームウッドの幻獣」 - Kurasshā Jō 9: Wāmuūddo no Genjū                         | ottobre 2003 ISBN 4-257-77017-1                                                              |                             |
| 10      | Crusher Joe 10: The Holy Virgin Dairon 「クラッシャージョウ 10 ダイロンの聖少女」 - Kurasshā Jō 10: Dairon no Seishōjo                           | 26 maggio 2005 ISBN 4-257-77047-3                                                            |                             |
| Extra 1 | Crusher Joe Extra 1: Rainbow Hell 「クラッシャージョウ 別巻1 虹色の地獄」 - Kurasshā Jō Bekkan 1: Nijiiro no Jigoku                              | gennaio 1983 ISBN 4-257-76233-0                                                              |                             |
| Extra 2 | Crusher Joe Extra 2: The Doruroi Storm 「クラッシャージョウ 別巻2 ドルロイの嵐」 - Kurasshā Jō Bekkan 2: Doruroi no Arashi                       | 26 maggio 2005 ISBN 4-257-77047-3                                                            |                             |

### Anime

#### Colonna sonora
Sigla di chiusura
- Innocent Dreamer cantata da Carlos Toshiki & Omega Tribe

### Videogioco
Nel 1994 è stato pubblicato il videogioco Crusher Joe: Kanraku Wakusei no Inbou dalla Family Soft per PC-98.